# Đỉnh Thành
Đỉnh Thành (tiếng Trung: 鼎城区; bính âm: Dǐngchéng qū) là một khu (quận) thuộc địa cấp thị Thường Đức, tình Hồ Nam, Trung Quốc.

### Trấn
| - Vũ Lăng (武陵镇) - Hao Tử Cảng (蒿子港镇) - Trung Hà Khẩu (中河口镇) - Thập Mỹ Đường (十美堂镇) - Ngưu Tị Than (牛鼻滩镇) - Hàn Công Độ (韩公渡镇) - Thạch Công Kiều (石公桥镇) - Trấn Đức Kiều (镇德桥镇) - Chu Gia Điếm (周家店镇) - Đại Long Trạm (大龙站镇) - Song Kiều Bình (双桥坪镇) | - Quán Khê (灌溪镇) - Sái Gia Cương (蔡家岗镇) - Đẩu Mỗ Hồ (斗姆湖镇) - Thảo Bình (草坪镇) - Thạch Môn Kiều (石门桥镇) - Tạ Gia Phố (谢家铺镇) - Hoàng Thổ Điếm (黄土店镇) - Nghiêu Thiên Bình (尧天坪镇) - Cảng Nhị Khẩu (港二口镇) - Lôi Công Miếu (雷公庙镇) - Thạch Bản Than (石板滩镇) |

### Hương
| - Hoàng Châu Châu (黄珠洲乡) - Hắc Sơn Chủy (黑山嘴乡) - Bạch Hạc Sơn (白鹤山乡) - Trường Lĩnh Cương (长岭岗乡) - Đinh Gia Cảng (丁家港乡) | - Tiền Gia Bình (钱家坪乡) - Đường Gia Phố (唐家铺乡) - Thương Sơn (沧山乡) - Trường Mao Lĩnh (长茅岭乡) - Nghịch Giang Bình (逆江坪乡) |

### Hương dân tộc
- Hương dân tộc Hồi, dân tộc Duy Ngô Nhĩ Hứa Gia Kiều 许家桥回族维吾尔族乡